# Jean-Marie Bourgeois
Pour les articles homonymes, voir Bourgeois.
Jean-Marie Bourgeois, né le 19 novembre 1939 à Morbier et mort le 6 juin 2020 à Besançon, est un skieur français. Il a représenté la France en combiné nordique lors des Jeux olympiques d'hiver de 1968,,.

## Biographie
Natif de Morbier, dans le Jura, Jean-Marie Bourgeois a skié dès son plus jeune âge. Il entre en équipe de France de ski de fond à l'âge de 18 ans. Il a d'ailleurs été plusieurs fois champion de France de ski de fond sur longue distance.
Comme la France n'avait plus aligné de coureurs au départ d'une épreuve olympique de combiné depuis les Jeux de 1948 et que les Jeux de 1968 se déroulaient sur le sol national, les skieurs nordiques furent sondés par la Fédération dans le but de créer une équipe de combiné. Jean-Marie Bourgeois se porta volontaire, aux côtés d'Émile Salvi et de Gervais Poirot. Les trois athlètes se classèrent respectivement 38e, 37e et 41e.
Après les Jeux, Jean-Marie Bourgeois, qui était gendarme au sein du peloton de gendarmerie de haute montagne de Chamonix, a obtenu un détachement pour entraîner l'équipe de France de combiné.
Il a par la suite exploité un gîte à Morbier, localité dans le ski-club de laquelle il a également exercé la fonction d'entraîneur de ski nordique.
Il est le père de plusieurs enfants, parmi lesquels la fondeuse Célia Bourgeois.